# محمد بن العربي العلوي
محمد بن العربي بن محمد الهاشمي العلوي المدغري (مواليد 7 ذو الحجة 1301 أو 1302 هـ 1884م، القصر الجديد، مدغرة الرشيدية، تافيلالت - توفي 23 محرم 1384 هـ، فاس) شيخ وفقيه مغربي، يعتبر مؤسس السلفية الوطنية في المغرب الأقصى، حيث جمع بين الدعوة إلى السلف ومقارعة الاحتلال، وأعطى روحا جديدة للسلفية التي لا تهتم فقط بتصحيح العقيدة بل تولي أيضا اهتماما بمصير المغرب ومتطلبات مستقبله. وصفه الزعيم الاتحادي عبد الرحيم بوعبيد ب«أب الحركة الوطنية».
من أبرز تلامذته: محمد بن الحسن الوزاني، وعلال الفاسي، ومحمد المختار السوسي.

كان من الشخصيات الصوفية الدرقاوية ذات الأهمية البالغة في تاريخ الطائفة حتى بداية القرن الرابع عشر الهجري. وبعد اتصاله بأبي شعيب الدكالي أخذ عنه افكار السلفية النهضوية في المشرق، فانقلب من فقيه عادي إلى مفكر إسلامي. ويقول محمد عابد الجابري:

## مسيرته
ولد محمد بن العربي العلوي بالقصر الجديد بمدغرة وهي إحدى واحات تافيلالت.
بعد أن حفظ القرآن وجَوَّده، ودرس الحديث وبعض المتون والشعر الجاهلي، اصطحبه والده إلى فاس سنة 1898م، وأسكنه في "مدرسة الصفارين"، وبقي معه بفاس بضع سنوات يشد أزره، ويذلل معه كل الصعوبات التي تعترض دراسته التي كان يتابعها «بالمدرسة المصباحية»، المركز الرئيس آنذاك للدراسات العلمية والأدبية والتاريخية والمنطقية والفلكية، بالإضافة إلى التفسير والحديث وغيرها من العلوم. ومن بين أساتذته بجامعة القرويين الفقهاء: عبد السلام بناني، ومحمد بناني، والتهامي جنون.
وانخرط عام 1260 هـ، وهو في فاس، في طائفة الشيخ أحمد البدوي، الذي أصبح شيخه فأسلم له مقاليد تربيته إلى أن بلغ مرتبة «الفطام» فأذن له شيخه في تلقين الأوراد ودعوة الناس إلى طريق الله. فرجع محمد بن العربي إلى بلده عام 1270 هـ، وقد برزت مكانته الصوفية والعلمية بعد وفاة شيخه عام 1275ھ، إذ جدد عليه العديد من أصحابه عهد الطريقة الدرقاوية البدوية، كخليفة لوراثة شيخ الطائفة البدوية.
بعد تخرجه من «جامعة القرويين» بأعلى شهادة تمنحها الجامعة آنذاك سنة 1912، كانت أول وظيفة أسندت إليه، هي تعيينه «عدلا بأحباس فاس الجديد» في آخر نفس السنة.
وبعد التوقيع على معاهدة الحماية سنة 1912م، وإرغام الفرنسيين المولى عبد الحفيظ على التنازل عن العرش واستقراره بطنجة، انتقل الفقيه محمد بن العربي من فاس إلى طنجة كأستاذ لأبناء عبد الحفيظ، ثم عاد إلى مدينة فاس سنة 1915م، وبعدها عين قاضيا بفاس الجديد والأحواز، وكان قضاء فاس آنذاك مقسما بين ثلاث قضاة: فاس الجديد والأحواز، وقاضي الرصيف، وقاضي السماط. بقي بهذا المنصب مدة، ثم ترأس مجلس الاستئناف بالرباط سنة 1928، ثم وزارة العدل سنة 1938.

### النفي
في بداية الحماية اعتبر بن العربي العلوي العلاقة بين المغرب وفرنسا علاقة أخوة في خطبة أثنى فيها على الفرنسيس. حيث وثق بوعود إدارة الحماية بتحديث المغرب، خصوصا بعدما عاين إنشاء الماريشال ليوطي لكوليج مولاي ادريس بفاس مما حدا به إلى التطوع لتعليم اللغة العربية بالمجان في القرويين. وكان ليوطي هو مؤسس ما كان يسمى بالكوليجات الإسلامية، فبالإضافة لكوليج مولاي يوسف بالرباط الذي أسسه بظهير فبراير 1916 أسس كذلك كوليج مولاي إدريس بفاس سنة 1925.
بعد تقديم الوطنيين وثيقة الاستقلال المغربية تعرضوا للقمع، فقدم على إثرها استقالته من وزارة العدل، فتعرض بذلك للنفي إلى القصابي ثم مدغرة. وبعد عودته سنة 1946 إلى فاس لم يتوقف عن التدريس بالقرويين، وساند الحركة الوطنية، فتضايقت الحماية الفرنسية منه ووضعته تحت الإقامة الجبرية بإيموزار كندر، ثم في بيته بفاس. وكان من المؤيدين لمحمد الخامس في صراعه مع المقيم جوان، ورفض بيعة ابن عرفة، فتعرض من جديد للنفي إلى تيزنيت، وعُذِّب على كبر سنه، وعاد إلى فاس بعد أن بقي في المنفى سنتين.
عاصر ستة ملوك وكان مستشارا وموجها ومرافقا لمحمد الخامس. إلا أن علاقة محمد بن العربي بالقصر سرعان ما ستتصدع بعد الاستقلال. وكانت البداية من حادثة تمرد عدي أوبيهي بتافيلالت. وهنا تم إيفاد بن العربي العلوي كمبعوث من النظام لاحتواء هذا التمرد. وفعلا، استطاع أن يعطي الأمان للمتمرد عدي أوبيهي، إلا أن عدم التزام النظام بوعده أثر في محمد بن العربي العلوي بعمق. وبعد اعتقال رجال جيش التحرير عام 1959، قدم استقالته كوزير للتاج سنة 1960 وعاد إلى بيته بفاس ليعيش على الكفاف، ورفض معاش التقاعد. ويروى أنه اشتغل في آخر عمره ببيع الحليب والبيض. فتعرض لمضايقات النظام له بسبب ميوله لحزب الاتحاد الوطني للقوات الشعبية المنفصل عن حزب الاستقلال ولرفضه بناء نظام تسلطي مرتبط بشخص الحاكم بعيدا عن الشورى والديموقراطية. فكان موقفه واضحا من دستور 1962، حيث دعا إلى مقاطعة التصويت على الدستور في عدة مهرجانات خطابية، معتبرا إياه مدخلا لبناء نظام حكم فردي مطلق. وقد حاربه الوزير رضا اكديرة ونعته بالضلال.
خلّف أحد عشر من الأبناء والبنات، وتوفي مساء يوم الخميس 23 محرم 1384 هـ، ونقل إلى تافيلالت حيث دفن مع أبيه وأجداده.

## فكره
بدأ متصوفا بحكم البيئة الثقافية التي نشأ فيها قبل أن يتحول سلفيا إبان مجيئه إلى فاس ليدرس بالقرويين، لكن تأثره بالسلفية التي ساهم في غرسها فيه أبو شعيب الدكالي، نادت بتحرير الفكر والإعلاء من قيمة الحرية ومن هنا موقفه الحداثي المتقدم الداعي إلى تعليم المرأة وخوضها غمار العمل جنبا إلى جنب مع الرجل. كما تعلق بالسفلية بعد اطلاعه على كتاب «الفرقان بين أولياء الرحمن وأولياء الشيطان» لابن تيمية، وكانت نسخة قدمها له إدريس برادة الكتبي آنذاك بالسبيطريين بفاس، ثم اكتشف «المنار» و«الشهاب» و«العروة الوثقى» لجمال الدين الأفغاني، والشيخ محمد عبده، تفتحت بصيرته على التيارات المشرقية. وكان الشيخ محمد بن العربي العلوي سبباً في خروج الشيخ تقي الدين الهلالي من التيجانية بعد أن تناظرا في صحة دعوى التيجاني أنه رأى النبي يقظة. وكانت سلفيته تحررية، وكان يتمثل دوما بقولة ابن تيمية: «السجن لي خلوة والمنفى سياحة والقتل شهادة». ومن مواقفه الكثيرة في محاربة الشعوذة والدجل قام إلى شجرة مشهورة كان يتبرك بها عامة فاس وقطعها تحت عجب الناس من كونه لم يصبه أي أذى. وقال فيه المهدي بن بركة: «لولا محمد بن العربي العلوي لأصبح جل سياسي الاتحاد الاشتراكي ملاحدة».
تباينت مواقفه من المحتل الفرنسي حسب الأحداث التي مرت بالبلاد، فقد عارض حركة أحمد الهيبة في البداية، وبارك بعدها حركة محمد بن عبد الكريم الخطابي وباقي حركات المقاومة بالمغرب والعالم العربي، خصوصا القضية الفلسطينية التي وصل به الأمر إلى اتخاذ قرار التهيؤ للالتحاق بالمقاومة هناك. كما عمل في دروسه على التوعية بخطر الاحتلال ومساوئه، ولكنه أيضا دعا المغاربة إلى المشاركة إلى جانب فرنسا في الحرب العالمية الثانية للتصدي لمخاطر الإيديولوجيا النازية. وكان معارضا للظهير البربري، ورفض إيقاف المحاضرات التي كان علال الفاسي يلقيها في القرويين.

## إنتاجات فكرية
محمد بن العربي العلوي لم يخلف آثارا علمية مكتوبة، باستثناء بعض الأشعار المنسوبة والخطب، وكذا بعض الأحكام القضائية.